# Omar Cisneros
Omar Cisneros Bonora (Camagüey, 19 novembre 1989) è un ostacolista cubano.
Inizialmente Cisneros si era cimentato nei 400 metri, dove vinse un bronzo nel 2008 a Cali e l'oro con la staffetta 4 × 400 m ai Campionati dell'America centrale e dei Caraibi.
Focalizza la sua attenzione sulla specialità dei 400 metri ostacoli, dove nel luglio del 2011 gareggia in Italia al Campo Olmo di Celle Ligure vincendo con 49"28.
Partecipa ai mondiali di atletica di Daegu con un deludente risultato, ultimo in semifinale con il tempo di 50"10. Poco più tardi però, nell'ottobre 2011, si riscatta ai XVI Giochi panamericani di Guadalajara vincendo i 400 hs col tempo di 47"99, stabilendo il record dei Giochi e il nuovo primato cubano. Oltre alla gara individuale agli stessi Giochi ha vinto anche un altro oro con la staffetta 4 × 400 m.

## Palmarès
| Anno | Manifestazione      | Sede           | Evento      | Risultato  | Prestazione | Note                                              |
| ---- | ------------------- | -------------- | ----------- | ---------- | ----------- | ------------------------------------------------- |
| 2007 | Giochi panamericani | Rio de Janeiro | 400 m piani | Semifinale | 46"62       |                                                   |
| 2008 | Campionati CAC      | Cali           | 400 m piani | Bronzo     | 45"98       |                                                   |
| 2008 | Campionati CAC      | Cali           | 4 × 400 m   | Oro        | 3'02"10     |                                                   |
| 2008 | Giochi olimpici     | Pechino        | 4 × 400 m   | Semifinale | 3'02"24     |                                                   |
| 2009 | Campionati CAC      | L'Avana        | 400 m hs    | 4º         | 49"99       |                                                   |
| 2009 | Campionati CAC      | L'Avana        | 4 × 400 m   | Oro        | 3'03"26     |                                                   |
| 2009 | Mondiali            | Berlino        | 400 m hs    | Semifinale | 49"21       |                                                   |
| 2011 | Giochi panamericani | Guadalajara    | 400 m hs    | Oro        | 47"99       | Record dei Giochi Panamericani · Record nazionale |
| 2011 | Giochi panamericani | Guadalajara    | 4 × 400 m   | Oro        | 2'59"43     | Miglior prestazione personale stagionale          |
| 2011 | Mondiali            | Taegu          | 400 m hs    | Semifinale | 50"10       |                                                   |
| 2012 | Giochi olimpici     | Londra         | 400 m hs    | Semifinale | 48"23       | Miglior prestazione personale stagionale          |
| 2012 | Giochi olimpici     | Londra         | 4 × 400 m   | Finale     | dnf         |                                                   |
| 2013 | Mondiali            | Mosca          | 400 m hs    | 4º         | 48"12       |                                                   |
| 2014 | Giochi CAC          | Xalapa         | 400 m hs    | Oro        | 49"56       | Miglior prestazione personale stagionale          |